# 5121
5121（五千百二十一、ごせんひゃくにじゅういち）は自然数、また整数において、5120の次で5122の前の数である。

## 性質
- 5121は合成数であり、約数は1, 3, 9, 569, 1707, 5121である。
  - 約数の和は7410。
- 923番目のハーシャッド数である。1つ前は5120、次は5124。
  - 9を基としたとき193番目のハーシャッド数である。1つ前は5112、次は5130。

## その他 5121 に関連すること
- ゲーム『高機動幻想ガンパレード・マーチ』で主人公が所属する第5連隊第1大隊2中隊旗下第1小隊の通称は5121小隊。